# 徐羅伐
徐羅伐（朝鮮語: 서라벌; ソラボル、じょらばつ）とは、新羅の古い国号、あるいは大韓民国慶尚北道慶州市の古称である。

## 概要
新羅の始祖、朴赫居世が即位する時に、「徐羅伐（朝: 서라벌; ソラボル、じょらばつ）」あるいは「徐那伐（朝: 서나벌; ソナボル、じょなばつ）」という国号を使用した。
この他にも、「徐耶伐（서야벌; ソヤボル、じょやばつ）」・「斯羅（사라; サラ、しら）」・「斯盧（사로; サロ、しろ）」・「徐伐（서벌; ソボル、じょばつ）」などがあるが、これらは全て斯盧（사로; サロ、しろ）の同音異訳であって、邑・ムラ（朝: 마을; マウル）などから来たものである。
「新羅（朝: 신라; シルラ）」は、徐伐（서벌; ソボル、じょばつ）・斯盧（사로; サロ、しろ）などから変わってきたもので、22代智証王の時に正式国号として採用された。また、新羅の首都の名称として、大韓民国慶尚北道慶州市の古称あるいは雅称としても用いられる。

## 研究
申采浩は『朝鮮上古史』で、
徐羅伐は辰韓六部（新羅六部）の総称でなく、六部の中の一つである沙梁部である。新羅（신라; シルラ）や沙梁（사량; サリャン）は全て「새라; セラ」と読むべきものであり、「セラ」は川水の名なので、「セラ」の上にあることから「セラ」と称したものであり、沙梁（사량; サリャン）は「沙喙（사훼; サフェ）」（真興王碑文に見える）とも記録し、「サフェ」は「새불; セブル」なので、同じく「セラ」の上にある「불; プル」（들판; トゥルパン：野原）であるために称した名である。『三国史記』新羅本紀に、新羅が初めて「徐羅伐（서라벌; ソラボル）」としたが、「ソラボル（서라벌）」は「새라불; セラプル」と読むべきものなので、同じく「セラ」の「プル（原）」という意味である。高墟村は即ち沙梁部なので、蘇伐公の「蘇伐（소벌; ソボル）」は、同様に「사훼; サフェ」と同じく「セブル」とも読むべきものであって、地名であり、公は尊称であるので、セブルの自治会の会長であることから、「セブル公」と言ったのである。言うなれば、蘇伐公は即ち高墟村長だという意味であるのに、まるで人の名前のように書くのは、歴史家が間違って記録したものである。セラ部長蘇伐公の養子である朴赫居世居西干が六部の総王となったことから、国の名を「セラ」とし、吏読字で「新羅」と書いたのである。
との説を展開した。
井上秀雄は『三国史記』の邦訳（平凡社〈東洋文庫〉、1980年 p.31）で、『三国遺事』では、徐羅伐への分注として新羅語による「王京（みやこ）」の訓であるとする、すなわち「ソウル」の語源であるとの記述（ソウル特別市#概説も参照）を紹介しつつ、徐那伐の「徐」を「솟」と訓み「高」・「上」の意と解釈し、「那」を「国」の古語とする説と、「수풀」と訓んで「聖林」の意味とする説、「伐」は「블」と訓んで「村落」の意味とする説を紹介している。

## 徐羅伐の名を冠する事物
学校
- 徐羅伐高等学校 - ソウル特別市蘆原区中渓洞にある私立高等学校。
- 徐羅伐中学校 - ソウル特別市江北区牛耳洞にある私立中学校。
  - 徐羅伐芸術大学 - 1953年に開校した大韓民国の芸術大学校。現在は中央大学校引き継がれ、京畿道安城市にある第2キャンパス芸術大学（学部）として存続。
- 徐羅伐大学校 ‐ 慶州市にある専門大学。
- 徐羅伐女子中学校 ‐ 慶州市にある公立中学校。
- 徐羅伐初等学校 ‐ 慶州市にある公立初等学校。

その他
- 徐羅伐大路
- 徐羅伐文化会館 ‐ 慶州市にある文化会館。
- 徐羅伐新聞 - 慶州市で発行されている週刊新聞。
- ソラボルレコード - 2004年までLPレコードを製作・販売していた会社。韓国で最後まで残ったLP製作会社だった。